# زوزانا گایسلرووا
زوزانا گایسلرووا (چکی: Zuzana Geislerová؛ زادهٔ ۱۴ مارس ۱۹۵۲) یک بازیگر اهل جمهوری چک است. وی از سال ۱۹۷۳ میلادی تاکنون مشغول فعالیت بوده‌است.
از فیلم‌هایی که وی در آن نقش داشته‌است، می‌توان به تلماسه فرانک هربرت، فرزندان تلماسه فرانک هربرت، مسافرخانه: قسمت ۲، بوری در مقابل مک‌انرو و رؤیاهای ممنوعه اشاره کرد.